# Robert Quine
Robert Wolfe Quine, né le 30 décembre 1942 à Akron (Ohio) et mort le 31 mai 2004 à New York, est un guitariste américain. Il était le neveu du philosophe Willard van Orman Quine et le cousin de Dan Auerbach, le chanteur et guitariste de The Black Keys.

## Biographie
Après avoir été guitariste au sein du groupe punk Richard Hell and the Voidoids à la fin des années 1970, Robert Quine a publié quelques albums solos et joué avec Lou Reed jusqu'en 1985. Depuis, il a travaillé sans discontinuer pour d'autres musiciens renommés et influents, dans les domaines du jazz, du rock, et du blues. Parmi eux : Brian Eno, Marianne Faithfull, Tom Waits, Patti Smith, John Zorn, Marc Ribot, Lloyd Cole et même le rock-critic Lester Bangs.
Ce dernier a d'ailleurs dit à son sujet : "Un jour, Quine sera reconnu comme la référence incontournable qu'il est : il est le premier à avoir emprunté la brèche ouverte par Lou Reed et James Williamson pour créer son propre vocabulaire, guidé jusqu'à des sommets étranges par son obsession de "On the Corner", l'album de Miles Davis."
En 2001 est paru Bootleg Series Volume 1: The Quine Tapes, un concert du Velvet Underground enregistré en 1969 par un jeune Robert Quine alors simple fan du groupe.
Robert Quine ne s'est jamais remis de la mort de sa femme Alice en août 2003. Il s'est suicidé par overdose d'héroïne moins d'un an plus tard.

## Discographie sélective

### AvecThe Voidoids
- Blank Generation (1977)
- Destiny Street (1982)
- Funhunt (live, 1990)

### En solo
- Escape (1981)
- Basic (1984)

### AvecLou Reed
- The Blue Mask (1982)
- Legendary Hearts (1983)
- New Sensations (1984)
- Live in Italy (1984)

### AvecJohn Zorn
- The Big Gundown (1984)
- Spillane (1986)
- Film Works 1986-1990 (1992)
- Film Works V: Tears of Ecstacy (1996)
- Film Works III (1997)
- Film Works IV: S&M (1997)
- Film Works VII: Cynical Hysterie Hour (1997)
- Great Jewish Music: Burt Bacharach (1997)
- Bribe (1998)
- Godard/Spillane (1999)

### Autres collaborations
- Queen of Siam (Lydia Lunch, 1980)
- Rain Dogs (Tom Waits, 1985)
- Lloyd Cole (Lloyd Cole, 1990)
- Don't get weird on me, babe (Lloyd Cole, 1991)
- Nerve Net (Brian Eno, 1992)
- John Henry (They Might Be Giants, 1994)
- Valdun—Voices of Rumantsch (Corin Curschellas, 1997)
- Painted Desert (Ikue Mori, 1997)